# Hector Serres
Pour les articles homonymes, voir Serres.
Bernard dit Hector Serres, né le 10 mai 1807 à Dax et décédé le 24 août 1899 dans la même ville, est un pharmacien et scientifique français. 
S’intéressant à la botanique, à l’hydrogéologie et à la phycologie, il publie notamment des travaux sur les sources thermales dacquoises et sur le pin des Landes. Impliqué dans la vie politique de sa ville natale, il en est le maire de 1868 à 1870. Il participe au démantèlement de l’enceinte gallo-romaine, fait construire le théâtre municipal et est l’un des instigateurs du thermalisme dans la sous-préfecture.

## Biographie
Hector Serres naît le 10 mai 1807 à Dax, où son père, Barthélémy Serres, est pharmacien. Il est issu d’une famille de pharmaciens dacquois remontant au XVIe siècle. Il fait ses études secondaires au collège de Mont-de-Marsan, puis étudie la pharmacie au Mans puis à Paris. Après un stage de trois ans dans la pharmacie de son père, il devient pharmacien dans sa ville natale en 1833. Membre la Garde nationale de la ville, il en est le rapporteur du conseil de discipline de 1831 à 1838. Il en est conseiller municipal dès 1843.   
Indigné par les critiques acerbes formulées par le docteur Jean-Charles Herpin en 1856 vis à vis des thermes de Dax, alors composés de plusieurs petits établissements privés et du « Trou des pauvres », des sources de boues en plein air près de l’Adour où les indigents se baignent, il décide de s’impliquer politiquement et scientifiquement dans le développement thermal de la ville. En 1857, il prononce un discours contre « l'immobilisme des pouvoirs publics, l'incurie des fermiers et la malpropreté des établissements de bains ». Ces recherches sur les algues et boues thermales contribuent au rayonnement du thermalisme dacquois.   
Désireux de développer le thermalisme médical dans la ville, il tente à plusieurs reprises de convaincre le maire Charles Pardeilhan de faire construire de grands thermes municipaux. Ce dernier refuse, mais promet néanmoins de faire construire des thermes sur les sources Bibi. En 1859, cette promesse n’est toujours pas tenue, et Serres fait les mêmes réclamations à son successeur, Augustin Darricau. Lors du conseil municipal du 30 janvier 1860, l’ordre du jour cite la « création, aux frais et sous la direction de la Ville d'un établissement de bains thermaux » comme un projet d’utilité publique. Le maire renvoie la question sine die, lançant un conflit entre Serres et la municipalité. Le 14 février, malgré une « allocution mémorable » pendant laquelle il défend le projet et explique être capable de former une société pouvant créer cet établissement, le conseil municipal refuse le projet. Le pharmacien prophétise alors : « Avant qu'aucun des projets que vous venez d'adopter reçoive un commencement d'exécution un établissement thermal considérable s'élèvera sur la place
Sainte-Marguerite ».    
En novembre 1862, il s’associe avec le docteur Marcelin Blanchet pour créer la Société des Bains Sainte-Marguerite et réunit une centaine d’actionnaires. Il publie dans la presse locale son intention de construire un établissement thermal. Les travaux débutent peu après, sous la direction de l’architecte Victor Sanguinet. Cinq sources d’eau sont captées et les travaux de démolition du bastion et de déblaiement s’achèvent en 1864. La première pierre est posée par l’actionnaire, député des Landes président du conseil général Alexandre Colonna Walewski le 9 octobre 1865. À la suite de la démission de Sanguinet en 1865, d’un actionnaire majeur en mai 1867, les actionnaires mettent le projet en liquidation, les travaux sont arrêtés et le site mis aux enchères pour 40 000 francs. Le 22 octobre 1869, Serres rencontre les docteurs Albert Larauza de Salles et Paul Delmas-Marsalet de Bordeaux. Ils s’associent et rachètent le site, et les thermes font leur ouverture en 1871.    

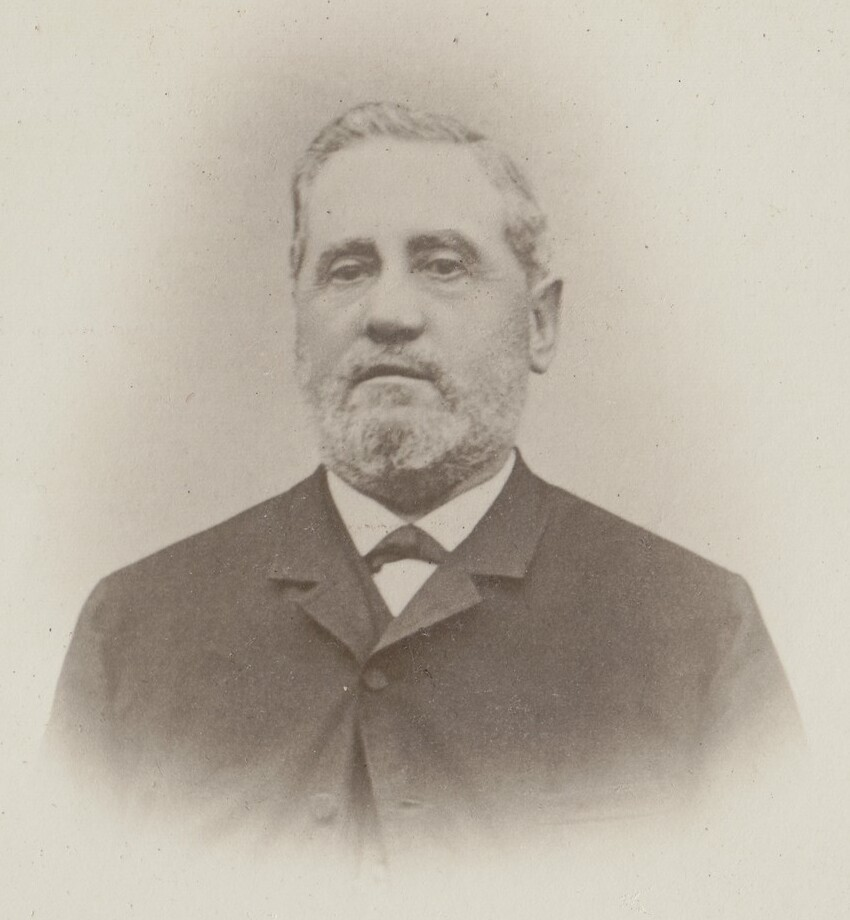
Hector Serres en 1880.

Hector Serres est élu maire de Dax le 28 août 1868 et succède à Augustin Darricau. Sa première préoccupation est l’enceinte gallo-romaine, qu’il accuse d’être la cause d’une chaleur excessive et d’« émanations insalubres » en été et d’un « sol humide et gluant » en hiver. Il poursuit avec énergie la démolition des remparts a débuté en 1850. Il avance des arguments hygiénistes et économiques (les remparts seraient un frein au développement et à l’étalement de la ville). Cette décision est vivement critiquée par des historiens et habitants qui considèrent que les remparts auraient apporté une plus-value touristique à la ville. Souhaitant développer le tourisme dans ville et l’attractivité des thermes, il fait construire en 1869 le Théâtre Municipal par Victor Sanguinet.    
Il quitte son siège le 12 septembre 1870, remplacé par le républicain Eugène Gardillane. Il est fait chevalier de l’Ordre national de la Légion d'honneur le 7 août 1869 pour ses fonctions municipales à Dax. Il y meurt le 24 août 1899, à 92 ans. Il est le grand père maternel du médecin et écrivain Antonio Aparisi-Serres.  

## Travaux scientifiques

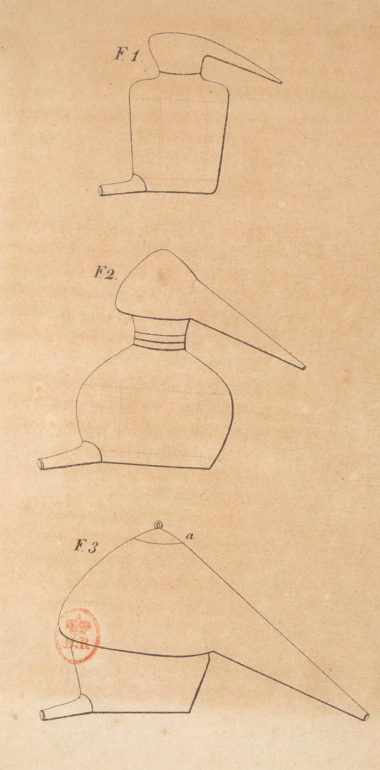
Appareils de distillation de la résine inventés par Hector Serres.

Disciple de Jean Thore à Dax et de Michel-Eugène Chevreul à Paris, il étudie la botanique (plus précisément à la phycologie), à l’hydrologie et à la géologie. Il se lie d’amitié avec plusieurs scientifiques landais : Jean Thore, Léon Dufour, Ulysse Darracq, Étienne Dive et Édouard Perris. Il entretient des correspondances avec de nombreux scientifiques français et étrangers. Il est membre de la Société linnéenne de Bordeaux (1833), de la Société d’Agriculture, Sciences et Arts des Landes (1839), de la Société botanique de France et de l’Académie d'agriculture de France. En 1875, il est un des membres fondateurs de la Société de Borda,. 
Il s’intéresse à la forêt des Landes : il publie en 1836 dans l’Ami des Champs une notice sur la culture du pin maritime dans les Landes. Il est un des précurseurs de la récolte de la résine, en « ayant l’idée d’enterrer au pied des arbres des petites auges de terre cuite pour recueillir la résine ». Il invente des appareils à distiller la résine. 
Il étudie également les eaux et boues thermales de Dax. En 1876, il publie dans le Bulletin de la Société de Borda un article intitulé « Considérations sur les sources thermo-minérales de Dax ». Au congrès scientifique de Dax en 1882 (dont il est un des organisateurs) et au congrès d’hydrologie de Biarritz en 1887, il expose les vertus thérapeutiques des boues thermales dacquoises et de leurs algues. Il démontre le rôle des algues du genre Anabaena dans la formation des boues thermales qu’il nomme Peloïdes. 

## Publications
- Notice sur la culture du pin maritime dans les Landes, et sur la fabrication des produits appelés matières résineuses, Bordeaux, Guizonnier et Latour, 18.., 44 p. (BNF 31355388, lire en ligne)
- Aux Électeurs : en faveur de la candidature de M. Duclerc, Dax, Bonnebaigt, 1849 (BNF 36369235)
- Note sur l'origine et la destination de certaines poteries trouvées dans le lit de l'Adour à Dax, Dax, Jestède, 1876, 9 p. (BNF 31355387) (extrait du Bulletin de la Société de Borda)[b]
- Considérations sur les boues végéto-minérales et thermales de Dax, Dax, Justère, 1883, 25 p. (BNF 39967437, lire en ligne)[b]
- Dans le bulletin de la Société de Borda :
  - « Chapelle de Saubagnac », Bulletin de la Société de Borda,‎ 1877, p. 289-293 (lire en ligne)

## Postérité

### Distinctions
- Chevalier de la Légion d'honneur (7 août 1869)[6].

### Hommages
- À Dax, une place est nommée en son honneur[9].
- À Oeyreluy, il donne son nom au lycée Agricole Hector Serres[10].